# Michael Crawford
Michael Crawford OBE (Salisbury, 19 de gener de 1942) és un actor i cantant anglès. Ha guanyat l'aplaudiment de la crítica així com nombrosos premis durant la seva carrera, que inclou ràdio, televisió, teatre (actuant tant al West End londinenc com a Broadway) i cinema.
Si bé principalment ha treballat al teatre, en musicals com Phantom of the Opera i Barnum, abans esdevingué un nom familiar i famós per a milions de persones pel seu paper com el maldestre Frank Spencer en la sitcom N'hi ha que neixen estrellats (1973-78), que fou un dels programes de més èxit de tots els temps de la BBC. Crawford va ser nomenat oficial de l'orde de l'Imperi britànic (OBE), així com Personatge de l'Any del Món de l'Espectacle del Club de Varietats de Gran Bretanya.

## Biografia
Crawford va néixer Michael Patrick Dumbell-Smith a Salisbury, Wiltshire (Anglaterra). Des de ben jove, demostrà actituds per a la comèdia i una veu excepcional per a cantar. Amb 7 anys, participà com a corista a la catedral de Saint Paul, però no va durar gaire temps al cor.
Va fer la seva primera aparició en escena en el paper de Sammy The Little Sweep en la producció escolar de Let's Make an Opera, de Benjamin Britten; però el seu debut professional no va ser fins que Britten l'escollí per fer de Sammy en una nova producció, aquest cop al Scala Theatre de Londres. Poc després, durant la seva participació en Noye's Fludde, també de Britten, fou quan pensà seriosament a dedicar-se a l'escena. També és en aquesta època quan, després de saber que hi havia un altre Michael Ingram (nom del marit de la seva mare), canvià el seu nom artístic al de Michael Crawford.
El 1962, amb 19 anys, va participar en la pel·lícula The War Lover, amb Steve McQueen, i tornà després al teatre. Poc després, el director britànic Richard Lester l'escolliria per participar en la pel·lícula The Knack...and How to Get It, a la qual li seguirien l'adaptació cinematogràfica del musical de Stephen Sondheim A Funny Thing Happened on the Way to the Forum, amb Zero Mostel, Jack Gilford, Buster Keaton i Phil Silvers; The Jokers, amb Oliver Reed, i How I Won the War amb Roy Kinnear i John Lennon. El 1965, es casà amb Gabrielle Lewis, amb la qual va tenir dues filles, Emma i Lucy.
El 1967, va debutar a Broadway amb la comèdia Black Comedy/White Lies. Mentre que hi treballava, Gene Kelly el cridà per a una audició per prendre part en l'adaptació cinematogràfica del musical Hello, Dolly!.
Si bé Hello, Dolly! va funcionar bé en la taquilla, les seves pel·lícules posteriors van ser fracassos, tot i que Les aventures d'Alícia al País de les Meravelles, en què Crawford feia del conill Blanc va tenir un cert èxit al Regne Unit. Durant aquest període, el seu matrimoni es va enfonsar, i es divorcià el 1975. També en aquesta època les ofertes de feina disminueixen, i arribà a treballar com a oficinista en una empresa d'electricitat.

### N'hi ha que neixen estrellats
La seva carrera se salvà quan la BBC li oferí protagonitzar una comèdia de televisió sobre un pobre home maldestre i amb malastrugança, que ocasiona desastres allà on va. Crawford no va ser la primera elecció per a donar vida a en Franc Spencer en N'hi ha que neixen estrellats; primer, els ho havien ofert a Ronnie Barker i a Norman Wisdom, que declinaren el paper. Juntament amb l'actriu Michele Dotrice en el paper de Betty, la soferta esposa de Frank, la sèrie s'estrenà el 1973, i esdevingué una de les sèries més populars de televisió.
Paral·lelament a N'hi ha que neixen estrellats, Crawford va protagonitzar el musical Billy, encara que no havia cantat mai en públic.
Després de final de N'hi ha que neixen estrellats, Crawford protagonitzà el fracassat en el paper de Flowers for Algernon (1979), en el paper de Charly Gurdon, basat en el llibre del mateix títol; Barnum (1981), de Cy Coleman.

### El fantasma de l'Òpera
El 1984, durant una prèvia de Starlight Express, Crawford es trobà amb el creador de l'espectacle, Andrew Lloyd Webber. Aquest li informà que estava treballant en un nou projecte basat en la novel·la de Gaston Leroux El fantasma de l'Òpera, i volia saber si n'estaria interessat. Crawford digué que sí, però tot encara estava en les seves fases inicials i encara no hi havia res decidit. Van passar diversos mesos, i Webber presentà un vídeo amb la seva esposa de llavors, Sarah Brightman, i el cantant rocker Steve Harley com el fantasma, cantant la cançó que dona nom al musical. Crawford es retirà del projecte, suposant que s'havia preferit fer un espectacle més rocker que no pas un de més tradicional. Això no obstant, Webber preferia un cantant més clàssic. Casualment, Sarah Brightman compartia professor de cant amb Crawford, i li suggerí a Webber que li fes una audició. Crawford va ser triat per al paper, i la resta és història. El 1986, s'estrenà a Londres, anant després a Broadway el 1988, i a Los Angeles un any més tard.
Michael Crawford guanyà el Premi Olivier (Millor Actor de Musical), el Premi Tony, el N.Y's Drama Desk Award i el Los Angeles Drama Critics Circle Award per la seva interpretació del Fantasma.
El 29 d'abril de 1990, després de 3 anys i mig i 1.300 funcions com El fantasma, Crawford abandonà el paper. Durant l'escena final, canvia la seva línia final, dient "Christine.... I loved you..." ("Christine... t'he estimat...", en comptes de "Christine... t'estimo"), reconeixent que era la seva darrera funció.

### Altres produccions teatrals
El 1995, Crawford protagonitzà EFX a Las Vegas, però va tenir un accident caient des de 12 peus d'alçada, havent de deixar l'espectacle. El 2002, tornà breument a Broadway com el Comte von Krolock en el musical de curta durada (i fracàs econòmic) Tanz Der Vampire. Molts fans de la versió original alemanya culparen Crawford perquè el xou va ser un desastre.
Els productors van voler reescriure l'espectacle des d'un punt de vista més còmic, en lloc d'adaptar simplement la versió original austríaca, tot i el seu èxit; i contractaren el guionista David Ives perquè reescrigués el llibret, que posteriorment va ser revisat per Crawford, que tenia el control creatiu. Crawford també estava d'acord que havia de tenir un punt de vista més còmic, a l'estil de Mel Brooks. Jim Steinman, escriptor original del musical, rebutjà assistir a l'estrena com a protesta (només es representà en 61 prèvies i 56 funcions oficials).
Al setembre de 2004, tornà al West End londinenc amb el musical d'Andrew Lloyd Webber The Woman in White, protagonitzat per Maria Friedman. Crawford interpretà el comte Fosco; però va haver-ho de deixar 3 mesos després per malaltia, i fou substituït per Michael Ball.

## Premis
Premi Olivier al Millor Actor en un Musical 1981 pel seu paper de P.T. Barnum en Barnum
Premis guanyats per la seva actuació com el fantasma en Phantom of the Opera:
- Premi Olivier per Millor Actor en un Musical 1986
- Premi Tony per Millor Actor en un Musical 1988
- Premi Drama Desk per Millor Actor en un Musical 1988
- Premi Outer Critics Circle per Millor Actor en un Musical 1988
- Los Angeles Drama Critics Circle Award per Èxit Distingit al Teatre (Actuació Protagonista) (1990)

Premis guanyats per la seva actuació com el comte Fosco en The Woman in White (musical)
- Millor Actuació en Teatre del Club de Varietats de Gran Bretanya (2004)
- Millor Actor de Repartiment en un Musical – (votació Theatregoers Choice Award en línia del lectors de WhatsonStage.com)
- Nominació al Premi Olivier per Millor Actor en un Musical 2004

## Produccions teatrals i pel·lícules
- The Woman In White (2004) - comte Fosco
- Dance of the Vampires (2002) - comte Giovanni von Krolock
- Trans-Siberian Orchestra - The Ghosts of Christmas Eve (2001) — ell mateix
- Hi havia una vegada un bosc (Once Upon a Forest) (1993) (veu) — Cornelius
- The Phantom of the Opera (1986) – el fantasma
- Barnum (1981) — P. T. Barnum
- Condorman (1981) — Woody Wilkins
- Flowers for Algernon (1979) - Charlie Gordon
- Billy (Billy Liar - The Musical) (1975) - Billy
- Alice's Adventures In Wonderland (1972) — el conill Blanc
- Hello-Goodbye (1970) - Harry England
- The Games (1970) — Harry Hayes
- Hello, Dolly! (1969) — Cornelius Hackl
- Com vaig guanyar la guerra (How I Won the War) (1967) — Goodbody
- The Jokers (1967) - Michael Tremayne
- A Funny Thing Happened on the Way to the Forum (1966) — Hero
- The Knack...and How to Get It (1965) - Colin
- Two Left Feet (1963) - Alan Crabbe
- The War Lover (1962) — Sergent Junior Sailen
- Two Living, One Dead (1961) - Nils Lindwall
- A French Mistress (1960) - Kent
- Soapbox Derby (1958) - Peter Toms
- Blow Your Own Trumpet (1958) - Jim Fenn

## Discografia

### Albums en solitari
- Songs from the Stage and Screen (1987)
- Michael Crawford Performs Andrew Lloyd Webber (1991)
- With Love/The Phantom Unmasked (1992)
- A Touch of Music in the Night (1993)
- Favorite Love Songs (1994)
- On Eagle's Wings (1998)
- In Concert (1998)
- A Christmas Album (1999)
- The Disney Album (2001)
- The Early Years - MCIFA Members Only Exclusive (2001)
- The Best of Michael Crawford - Australian Release (2002)
- The Very Best of Michael Crawford (2005)

### Cast albums
- A Funny Thing Happened on the Way to the Forum (1966)
- Hello, Dolly! (1969)
- Billy (1974)
- Flowers for Algernon (1980)
- Barnum (1981)
- Phantom of the Opera (1986)
- Highlights from Phantom of the Opera (1986)
- Once Upon a Forest (1993)
- EFX (1995)
- Woman In White (2004 London Cast) (2004)
- WALL-E (2008) (Excerpts from Hello, Dolly!)